# マルコム・ブログドン
マルコム・モーゼス・アダムズ・ブログドン（Malcolm Moses Adams Brogdon, 1992年12月11日 - ）は、アメリカ合衆国・ジョージア州アトランタ出身のプロバスケットボール選手。NBAのワシントン・ウィザーズに所属している。ポジションはポイントガードまたはシューティングガード。

## 経歴

### カレッジ
ジョージア州の高校から2011年にバージニア大学に進学。2011-12シーズンは27試合で起用されるも、翌2012-13シーズンは足の負傷でシーズン全休。2013-14シーズンは負傷から立ち直り、平均12.7得点、5.4リバウンド、2.7アシストを記録。2014-15シーズンは更に数字を伸ばし、平均14得点を記録し、オールACCファーストチームと最優秀守備選手賞を受賞した。NBA入りに向けてのアピールをする為に "5年生" までプレーした。2015-16シーズンは平均18.4得点を記録し、2年連続のファーストチームと最優秀守備選手賞に加え、同カンファレンスの最優秀選手賞も受賞した。

### ミルウォーキー・バックス
2016年のNBAドラフトにて2巡目全体36位でミルウォーキー・バックスから指名され、7月30日にバックスとの契約した。2016-17シーズン、開幕からシックスマンとしてチームに貢献。12月31日のシカゴ・ブルズ戦では、負傷のマシュー・デラベドバに代わり先発で出場し、15得点、11リバウンド、12アシストを記録して自身初となるトリプル・ダブルを達成した。以降先発に定着し、チームのプレーオフ出場に貢献。75試合で平均26.4分に出場し、平均10.2得点、2.8リバウンド、4.2アシスト、1.1スティールを記録。この活躍もあり、NBA史上初となるドラフト2巡目指名選手ながら新人王を受賞した。
2017-18シーズン、2018年1月22日のフェニックス・サンズ戦で自身初の30得点以上となる32得点を記録した。2月1日のミネソタ・ティンバーウルブズ戦で左大腿四頭筋の腱を部分断裂し、その後30試合を欠場した。このシーズンは48試合で平均29.9分に出場し、平均13.0得点、3.3リバウンド、3.2アシスト、0.9スティールを記録した。
2018-19シーズン、2019年3月15日のマイアミ・ヒート戦で右のかかとを痛めて、その後もプレーオフも含めて21試合を欠場した。このシーズンは先発に定着し64試合で平均28.6分に出場し、15.6得点、4.5リバウンド、3.2アシスト、0.7スティールを記録した。フィールドゴール成功率50.5%、スリーポイント成功率42.6%、フリースロー成功率92.8%で、史上8人目（12度目）となる50-40-90クラブを達成し、フリースロー成功率1位も獲得した。

### インディアナ・ペイサーズ
2019-20シーズン開幕前の2019年7月にサイン・アンド・トレードでインディアナ・ペイサーズに移籍し、ペイサーズとの4年総額8500万ドルの契約に合意した。ペイサーズではシューティングガードにビクター・オラディポ、ジェレミー・ラムがいることから、ポイントガードとして出場するようになり、アシストが大幅に増えた。シーズン中断中の2020年6月25日、新型コロナウイルスの検査で陽性が判明した。このシーズンは54試合に平均30.9分の出場で、16.5得点、4.9リバウンド、7.1アシスト（11位）、0.6スティールなどを記録した。
2020-21シーズン、2021年4月29日のブルックリン・ネッツ戦で右ハムストリングを痛めて、その後10試合を欠場した。レギュラーシーズン9位で、プレーインゲームから復帰したが、1勝1敗でプレーオフ進出を逃した。このシーズンは56試合に平均34.5分の出場で、21.2得点、5.3リバウンド、5.9アシスト、0.9スティールなどを記録し、平均得点は初めて20点を超えた。
2021-22シーズン開幕前にペイサーズとの2年総額4500万ドルの延長契約に合意した。このシーズンは故障に苦しみ、自己最少の36試合の出場に終わった。

### ボストン・セルティックス
2022-23シーズン開幕前の2022年7月9日にダニエル・タイス、アーロン・ネスミス、ニック・スタウスカス、マリーク・フィッツ、ジュワン・モーガン、2023年のドラフト1巡目指名権とのトレードで、ボストン・セルティックスへ移籍した。この年、ブログドンは初のシックスマンとしての役割をこなし、自身初となるシックスマン賞を受賞した。

### ポートランド・トレイルブレイザーズ
2023-24シーズン開幕前の2023年10月1日にドリュー・ホリデーとのトレードで、ロバート・ウィリアムズと共にポートランド・トレイルブレイザーズへ移籍した。同月25日のロサンゼルス・クリッパーズ戦でブレイザーズデビューを果たし、20得点を記録したが、チームは111-123で敗れた。

### ワシントン・ウィザーズ
2024-25シーズン開幕前、2024年のNBAドラフト当日にデニ・アヴディアとのトレードで、カールトン・カリントンのドラフト交渉権、2029年のドラフト1巡目指名権、2つの将来のドラフト2巡目指名権と共にワシントン・ウィザーズへ移籍した。

## 個人成績

### NBA

#### レギュラーシーズン
| シーズン | チーム | GP  | GS  | MPG  | FG%  | 3P%  | FT%   | RPG | APG | SPG | BPG | PPG  |
| -------- | ------ | --- | --- | ---- | ---- | ---- | ----- | --- | --- | --- | --- | ---- |
| 2016–17  | MIL    | 75  | 28  | 26.4 | .457 | .404 | .865  | 2.8 | 4.2 | 1.1 | .2  | 10.2 |
| 2017–18  | MIL    | 48  | 20  | 29.9 | .485 | .385 | .882  | 3.3 | 3.2 | .9  | .3  | 13.0 |
| 2018–19  | MIL    | 64  | 64  | 28.6 | .505 | .426 | .928* | 4.5 | 3.2 | .7  | .2  | 15.6 |
| 2019–20  | IND    | 54  | 54  | 30.9 | .438 | .326 | .892  | 4.9 | 7.1 | .6  | .2  | 16.5 |
| 2020–21  | IND    | 56  | 56  | 34.5 | .453 | .388 | .864  | 5.3 | 5.9 | .9  | .3  | 21.2 |
| 2021–22  | IND    | 36  | 36  | 33.5 | .448 | .312 | .856  | 5.1 | 5.9 | .8  | .4  | 19.1 |
| 2022–23  | BOS    | 67  | 0   | 26.0 | .484 | .444 | .870  | 4.2 | 3.7 | .7  | .3  | 14.9 |
| 2023–24  | POR    | 39  | 25  | 28.7 | .440 | .412 | .819  | 3.8 | 5.5 | .7  | .2  | 15.7 |
| 2024–25  | WAS    | 24  | 13  | 23.5 | .433 | .286 | .880  | 3.8 | 4.1 | .5  | .2  | 12.7 |
| 通算     | 通算   | 463 | 296 | 29.1 | .463 | .388 | .874  | 4.1 | 4.7 | .8  | .2  | 15.3 |

#### プレーオフ
| シーズン | チーム | GP | GS | MPG  | FG%  | 3P%  | FT%  | RPG | APG  | SPG | BPG | PPG  |
| -------- | ------ | -- | -- | ---- | ---- | ---- | ---- | --- | ---- | --- | --- | ---- |
| 2017     | MIL    | 6  | 6  | 30.5 | .400 | .476 | ---  | 4.3 | 3.5  | .5  | .3  | 9.0  |
| 2018     | MIL    | 7  | 5  | 26.6 | .436 | .263 | .800 | 3.4 | 2.4  | .1  | .0  | 8.7  |
| 2019     | MIL    | 7  | 2  | 28.3 | .449 | .378 | .636 | 4.9 | 3.4  | .7  | .1  | 13.0 |
| 2020     | IND    | 4  | 4  | 40.0 | .400 | .375 | .893 | 4.3 | 10.0 | 1.0 | .0  | 21.5 |
| 2023     | BOS    | 19 | 0  | 24.9 | .418 | .379 | .829 | 3.5 | 2.9  | .2  | .3  | 11.9 |
| 通算     | 通算   | 24 | 17 | 30.3 | .423 | .376 | .816 | 4.2 | 4.3  | .5  | .1  | 12.2 |

### カレッジ
| シーズン | チーム     | GP  | GS  | MPG  | FG%  | 3P%  | FT%  | RPG | APG | SPG | BPG | PPG  |
| -------- | ---------- | --- | --- | ---- | ---- | ---- | ---- | --- | --- | --- | --- | ---- |
| 2011–12  | バージニア | 28  | 1   | 22.4 | .396 | .324 | .800 | 2.8 | 1.4 | .5  | .1  | 6.7  |
| 2013–14  | バージニア | 37  | 37  | 31.4 | .413 | .370 | .875 | 5.4 | 2.7 | 1.2 | .1  | 12.7 |
| 2014–15  | バージニア | 34  | 34  | 32.5 | .412 | .344 | .879 | 3.9 | 2.4 | .7  | .4  | 14.0 |
| 2015–16  | バージニア | 37  | 37  | 33.9 | .474 | .411 | .878 | 4.2 | 2.8 | .9  | .2  | 18.2 |
| 通算     | 通算       | 136 | 109 | 30.6 | .430 | .365 | .876 | 4.1 | 2.5 | .9  | .2  | 13.3 |